# Pierre Chevalier

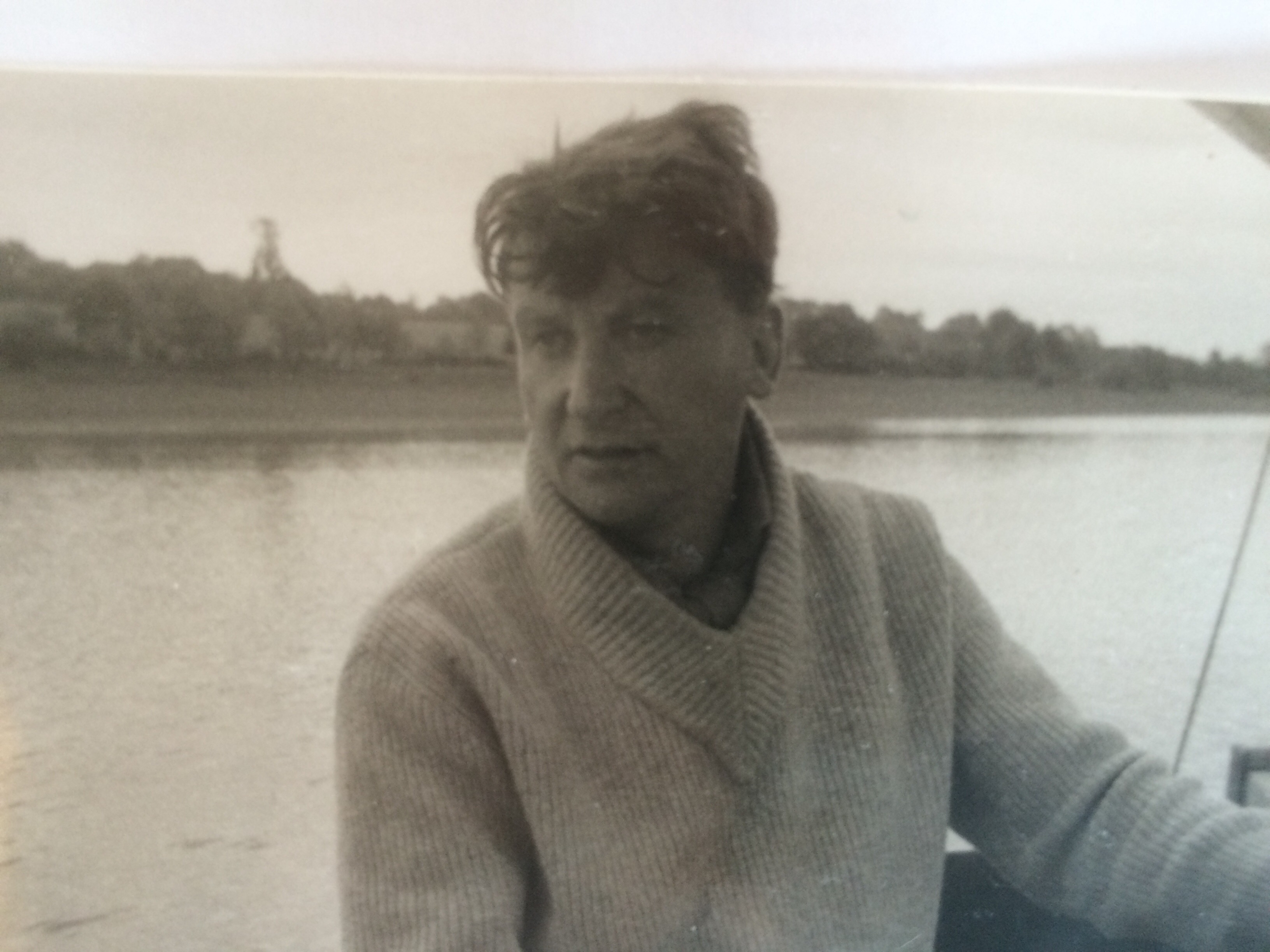
Foto de Pierre Chevalier

Pierre Chevalier (Orbec, França, 23 de Março de 1915), é um cineasta francês.

## Filmografia parcial
- 1955 : Les Impures
- 1956 : Vous pigez ?
- 1957 : L'Auberge en folie
- 1957 : Fernand clochard
- 1958 : En bordée
- 1958 : Le Sicilien
- 1959 : Soupe au lait
- 1959 : La Marraine de Charley
- 1960 : Le Mouton
- 1961 : Auguste
- 1962 : Règlements de comptes
- 1963 : Clémentine chérie
- 1963 : Le Bon Roi Dagobert
- 1968 : Nathalie, l'amour s'éveille
- 1968 : Huyendo de sí mismo
- 1971 : La Vie amoureuse de l'homme invisible
- 1973 : Pigalle carrefour des illusions (como Peter Knight)
- 1973 : Avortement clandestin!
- 1974 : Hommes de joie pour femmes vicieuses  (como Lina Cavalcanti)
- 1974 : Convoi de femmes
- 1974 : La Maison des filles perdues (como Peter Knight)
- 1976 : Vergewaltigt
- 1978 : Viol, la grande peur (como Peter Knight)
- 1978 : Convoi de filles (como Peter Knight)
- 1980 : La Pension des surdoués (como Claude Plault)
- 1981 : La Maison Tellier (como Peter Knight)
- 1984 : Panther Squad (como Peter Knight)
- 1984 : Foutez-moi par tous les trous (como William Russel)